# نيهيتو أراكاوا
نيهيتو أراكاوا (باليابانية: 荒川仁人) مواليد 23 ديسمبر 1981 في طوكيو، اليابان، هو ملاكم محترف ياباني يصنف ضمن فئة الوزن الخفيف.

## إحصائيات
خاض خلال مسيرته 34 نزالا، فاز في 27 وتعادل في 1 وخسر في 6. فاز بالضربة القاضية في 16 نزالا.

## روابط خارجية
- نيهيتو أراكاوا على موقع بوكس ريك (الإنجليزية) (registration required)